# Визиготски законик
Визиготски законик, такође познат као Lex Visigothorum ( Visigothic Code), је скуп закона који је први објавио краљ Визиготског краљевства, Chindasuinth у другој години његове владавине (642–643). Сачуван је у фрагментима. Године 654. његов син, краљ Recceswinth, објавио је увећани законик, који је био и први законик, он се подједнако примењивао на Готе и на општу популацију, од којих је већина имала римске корене и живела је под римским правилима.
Законик је укинуо стару традицију постојања друкчијих закона за Римљане и Визиготе, и под њим сви поданици Визиготског краљевства су престали да буду Римљани и Готи, постајући уместо тога, Хиспани. На овај начин сви поданици краљевства су били сабрани под истом надлежношћу, уклањајући социјалне и легалне разлике, и дозвољавајући већу асимилацију популација. Као такав законик означава прелаз из римског закона у германски закон и један је од најбоље сачуваних примера leges barbarorum. Комбинује елементе римског закона, католичког и германско - племенско традиционалног закона.

## Први законици
Током првих векова визиготске владавине, Римљани су били под влашћу другачијих закона него Готи. Најранији познати Визиготски законик Codex Euricianus, који је сабран 480г. Нове ере. Први написани закони Визиготског краљевства су сабрани током владавине краља Алариха II и намењени су регулисању живота Римљана, који су чинили већину краљевства и били су засновани на постојећим законима римске империје и њиховим интерпретацијама. The Breviarium (Breviary of Alaric) је проглашен, током састанка визиготског племства, у Тоулусеу 2.фебруара 506г.
Током владавине краља Леовигилда покушао је спајање закона који регулишу животе Гота и Римљана у ревидиран законски кодекс, Codex Revisus. Године 589. на  Third Council of Toledo (Трећем сабору у Толеду), владајући Визиготи и Суеби који су били аријански хришћани, прихватили су римско хришћанство (које је постало модернизован католицизам). Сада када су претходна римска популација и Готи делили заједничку веру, краљ Рекаред је објавио законе који се подједнако примењују на обе популације.

## Визиготски законик
Кодекс из 654 је био увећан новим законима од стране Рексцевинта (због чега се некад и зове Code of Recceswinth) и каснијих краљева Вамба, Егика, Ервига и можда Витика. Рексцевинтов кодекс је био уређен од стране Браулија из Зарагозе јер је Хиндасвитив оригинал код био написан на брзину и проглашен.
Током 12ог сабора у Толеду 681г., краљ Ерлиг је затражио да се законски кодекс разјасни и ревидира. Неки нови закони су били додати, од којих се 28 бавило Јеврејима.
Закони су били далекосежни и дуго ефективни: у Галецији у десетом веку, монашке повеље се позивају на референце из кодекса. Закони владају и санкционишу (уређују) породични живот и продужавају политички живот: брак, пренос својине наследницима, штите права удовица и сирочади. Посебно у Визиготском законском кодексу, жене су могле да наследе земљу и титулу, могле су да управљају имањем независно од својих мужева независно од својих мужева или мушких сродника, да се ослободе својих имања у легалним тестаментима ако нису имале наследника, могле су да представљају себе и буду сведоци на суду од 14те године и могле су да уговоре своје бракове од 20те године. Закони су комбиновали и Канонски закон католичке цркве и као такве имају јак теократски тон.
Познато је то да је код сачуван од стране баруна, јер је хришћанима била дозвољена употреба закона, када они нису били у конфликту са законима освајача након редовне уплате jizya пореза. Тако може да се представи да је легалан ауторитет хришћанских магистрата би о признат, док је Иберијска држава остала под контролом муслимана. Кад је Фердинанд  III из Кастиље освојио Кордобу у 13ом веку, наредио је да се кодекс усвоји и посматра међу његовим поданицима, и дао га је да се преведи, иако нетачно, на Кастиљски језик, као Fuero Juzgo. Каталански превод овог документа, "Llibre Jutge", је међу најстаријим литерарним текстовима. Године 1910, енглески превод документа је објављен од стране Самујела Пирсона Скота, али је примио оштре критике.